# Soba (Cantabria)
Soba è un comune spagnolo di 1.385 abitanti situato nella comunità autonoma della Cantabria, comarca di Asón, ad ovest della linea di confine fra la Cantabria e la Biscaglia, nella conca dei fiumi Calera e Miera nel Parque Natural de los Collades del Asón.
Il settore agropastorale è la principale fonte di lavoro degli abitanti e in esso lavora circa il 60% della popolazione attiva. Il territorio comunale per oltre la metà è a pascolo e per il resto a coltivazioni prevalentemente erbacee e di boschi. La seconda fonte di lavoro è il terziario nel quale è attivo il turismo rurale e di visita al complesso delle numerose cuevas (cavità naturali) esistenti nel municipio interessanti sia dal punto di vista speleologico che da quello archeologico.
Come molti comuni rurali della Cantabria, anche Soba ha avuto un andamento demografico negativo a partire dalla metà del secolo scorso a causa dell'emigrazione soprattutto giovanile verso località che offrono migliori condizioni di vita e di lavoro con conseguente invecchiamento della popolazione. Mentre nel 1950 il numero degli abitanti del comune era di circa 4.100, si è scesi ai 1.385 abitanti nel 2009 e il calo non sembra potersi arrestare, essendo il tasso di natalità inferiore a quello di mortalità.

## Storia
Le numerose testimonianze preistoriche dei ritrovamenti archeologici nel territorio comunale indicano che la presenza umana in queste terre risale al paleolitico, nessuna testimonianza invece è stata lasciata dalla presenza romana o delle tribù celtiberiche e delle comunità dell'Alto Medioevo. La prima documentazione scritta medioevale risale infatti all'anno 863 e riguarda la dipendenza di queste terre dai monasteri di Oña e di Najera. Nel XIII secolo cominciarono a formarsi le signorie e si contesero la zona di Soba le famiglie degli Ezquerra de Rozas e dei Zorrilla, questi legati alla potente famiglia castigliana dei Velasco che ottennero il controllo di Soba nel 1300 grazie ad un privilegio che accordò loro il re Ferdinando IV e che Enrico II confermò nel 1392. Secondo documenti del XIV secolo Soba faceva parte a quell'epoca della Merindad Mayor de Castilla la Vieja.
Il dominio della valle scatenò furiosi combattimenti fra i Zorrilla e
gli Ezquerra de Rozas e nel 1473 Enrico IV nominò contestabile del regno di Castiglia Pedro Fernandez de Velasco che riuscì ad avere il pieno controllo su Soba che fu inclusa nel Corregimiento de la valle de Ason. Nel 1535 i Velasco vendettero i loro diritti su Soba conservando però quello di nominare il corregidor cioè il governatore del corregimiento.
Nel 1822 durante il cosiddetto Triennio liberal (1820-1823) si formarono diversi comuni costituzionali e Soba fu uno di questi con appartenenza al distretto giudiziario (partido judicial) di Laredo, poi di Ramales, di Santoña e nel 1992 definitivamente di Laredo.

## Monumenti e luoghi d'interesse
Molte e grandi le Cavidades esistenti nel territorio in cui furono rinvenute testimonianze archeologiche di grande interesse: Montero, Astraba, Las Eacaleras di Ason, El Terreron di San Juan, El Covaron di Manzaneda e la Cueva de la Triles.
Di archeologia medievale ci sono le Necropoli di Vilar, Fresnedo, Pilas, Sancas e San Martin. Di archeologia moderna i resti di una fortificazione del XIX secolo e le trincee di Los Tornos della guerra civile del 1936-1937.
Numerose sono le chiese: San Pedro del XV secolo nell'omonima località. San Andrés ad Aja, risalente all'anno 836 successivamente restaurataa e modificata, San Esteban y Anunciacion del XV secolo poi restaurata e modificata nel XVIII a Fresnedo, San Martin del XV secolo restaurata e modificata nel XVIII secolo nella località omonima, San Felix  del XV secolo a Quintana, San Juan Bautista del XVI secolo a Balcaba, San Martin ad Herada dei secoli XVI-XVIII, San Juan nella località omonima del XVI secolo, San Miguel Arcangel dei
secoli XV e XVI a Rozas, San Fausto a La Revilla del 1654-1657, Santa Maria  a Cañedo iniziata nel XV secolo e terminata nel 1732, Santa Cruz a Villar del 1108 rifatta nel 1692, San Mamés dei secoli XVII-XVIII a Veguilla, Santa Juliana del XVIII secolo a Santayana, La Asuncion del XVIII secolo a Valdiciò, San Martin del 1896 a Rehoyos, Santa Eulalia a Regules del 1644 modificata nel XIX secolo.
Numerose sono pure le ermitas (santuari) come San Miguel del 1500 e completata nel 1725 a Bustanellés, Santiago del 1501 ad Incedo, San Miguel a Pilas del XVI secolo, San Bartolomé del XVII secolo a Sangas, Santa Ana del XVII secolo ad Astrana, Santa Maria del 1742 nella località omonima, San Antonio de Padua
del XVIII secolo ad Asón, Nuestra Señora de Tonillar del XVIII secolo a Revilla.
Monumenti di architettura civile da ricordare sono la Torre de los Velasco del 1535 dichiarata bien de intéres cultural a Quintana, la Casa solar de los Zorrilla del XVI secolo a Veguilla, la Casa de Gomez de Rozas dei secoli XVI e XVIII a La Revilla, la Casa de la famillia del Regato del 1605 e 1760 in Veguilla, la Casa de la Ballesta in Quintana del XVII secolo, la Casa del capitan Andrés Lopez de la Peña del 1670-71 a Santa Maria, la Casa de Miguel Martinez del Valle del 1690 ad Aja, la Casa del clerigo Dionisio Garcia del Hoyo Arredondo ad Haxas del 1748 e, infine, la Casa de Simon Gutierrez ad Aja del 1794.

## Feste
Numerose sono le feste ed ogni località ha la sua, la principale è El Dia de Soba, che si svolge il terzo sabato d'agosto a La Gandara con balli, musica, esibizioni folcloristiche e vendita di prodotti locali e di oggetti dell'artigianato. È consuetudine che l'ultima domenica di febbraio si svolgano le Marzas in cui gruppi giovani si presentano nelle case e, dopo aver chiesto se devono cantare, o pregare nel caso la famiglia sia in lutto, intonano canzoni inneggianti alla primavera e alle donne e ricevono un omaggio dalla famiglia. È un'usanza comune ai paesi della Cantabria che si fa risalire ad antichi riti celti per l'annuncio della primavera e del nuovo anno che iniziava appunto con la primavera.
Le altre feste sacre e profane insieme sono in onore di santi protettori delle varie località: il 2 febbraio Las Candelas che si festeggia a Santa Maria, il 3 febbraio San Blas a Regules, il giorno dopo San Emeterio a San Martin, la prima domenica di giugno la Imagen di Vilar, il giorno del Corpus Domini la festa del Corpus Christi ad Herada, il 20 giugno San Pelayo ad Hazas, il 24 giugno San Juan a Cisterna, il 25 giugno Santiago ad Incedo, il 28 giugno Santa Marina in Busta, il 1º agosto San Felix a Quintana, il 3 agosto San Esteban a Fresnedo. il 10 agosto San Lorenzo a La Revilla, il 15 agosto Nuestra Señora a Rehoyos, il 16 agosto San Roque a Santayana, il 24 agosto San Bartolomé a Sangas, e a Villaverde, il 25 agosto San Ginés a Rehoyos, il 31 agosto San Martin ad Herada, l'8 settembre La Asuncion ad Aja e a Valdició, il 29 settembre San Miguel a Rozas, La Peña e Pilas, il 7 ottobre N.tra S.ra del Rosario a Rozas, il 12 ottobre El Pilar a La Gandara, il 13 ottobre San Fausto a La Revilla, il 30 novembre San Andrés ad Aja e il giorno 8 dicembre N.tra S.ra de la Concepcion ad El Prado.